# Dance, Voldo, Dance

Dance, Voldo, Dance est un clip machinima produit par Chris Brandt en 2002. Basé sur le moteur du jeu vidéo de combat SoulCalibur, il met en scène deux joueurs contrôlant tous deux Voldo. Voldo est un combattant du jeu à la démarche et aux mouvements très particuliers. Dans le clip, les deux joueurs créent une chorégraphie synchronisée sur la chanson Hot in Herre du rappeur Nelly.
Une deuxième version ne demandant pas de payer de droit de licence intègre une musique originale et spécialement adaptée créée par le musicien Tana Rusitanonta.
La vidéo a été nommée au 2005 Machinima Film Festival dans la catégorie Meilleure performance visuelle et a été exposé au San Jose Museum of Art.